# هارولد آده
هارولد آده (انگلیسی: Harold Ade; ۲۲ مارس ۱۹۱۲ – ۱۹ ژوئن ۱۹۸۸) دوچرخه‌سوار اهل ایالات متحده آمریکا بود. وی در بازی‌های المپیک تابستانی ۱۹۳۲ شرکت کرده است.